# Kortsluitgeul

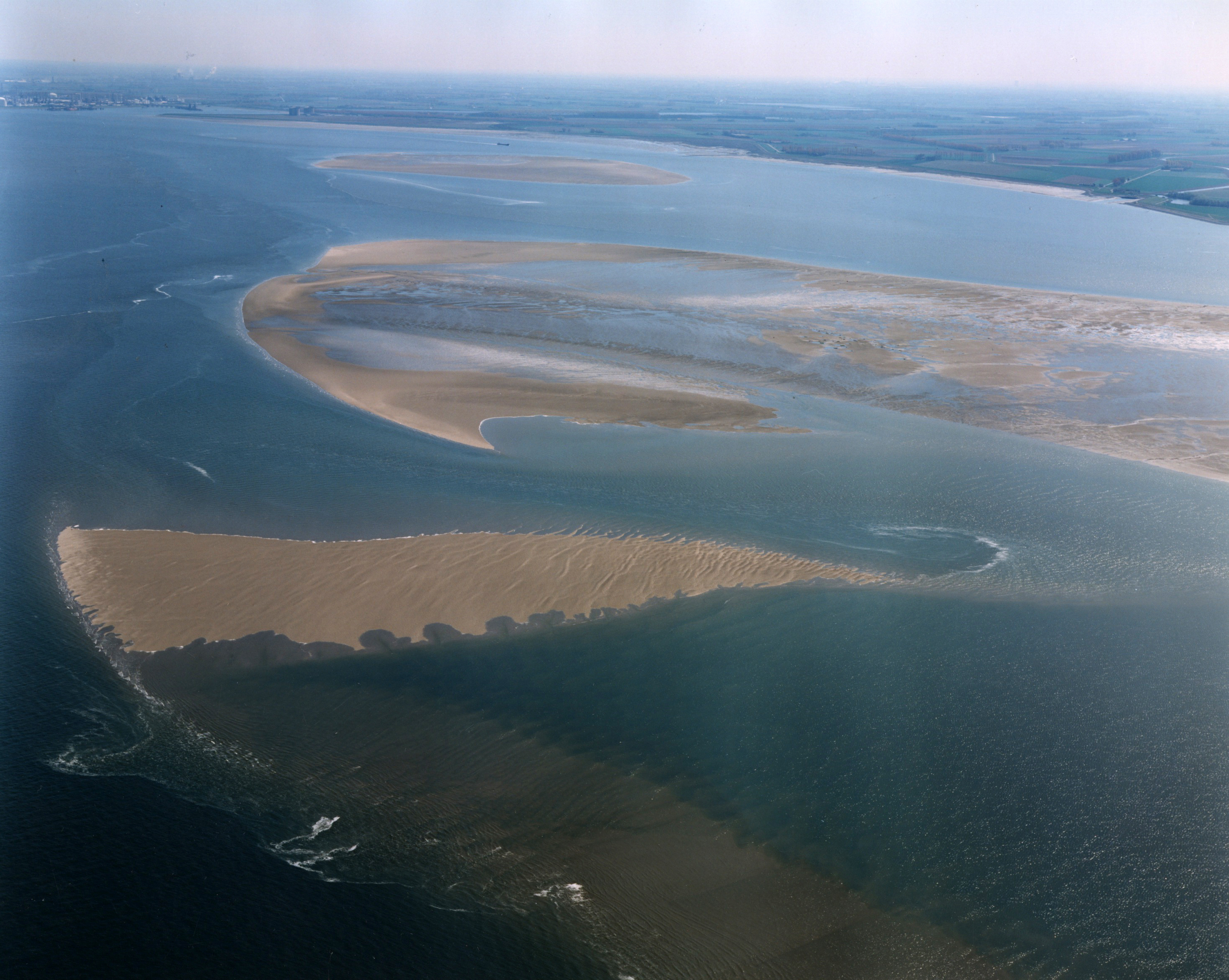
Een kortsluitgeul in het oostelijk deel van de Hooge Platen in de Westerschelde

Een kortsluitgeul is een verbindingsgeul tussen een ebschaar en een vloedschaar. Kortsluitgeulen ontstaan ook tussen de eb- en vloedgeulen van twee naast elkaar gelegen zeegaten. Het zijn geulen die wel stroomvoerend zijn, maar weinig invloed hebben op de totale waterbalans in het gebied. Omdat kortsluitgeulen vaak min of meer haaks op de hoofdgeulen staan kan de stroming die uit een kortsluitgeul komt soms hinderlijk zijn voor de scheepvaart in de hoofdgeul. 

## Twee typen
Er zijn twee typen kortsluitgeulen. Het eerste type wordt gevonden in estuaria met een duidelijks systeem van eb- en vloedscharen, zoals de Oosterschelde en de Westerschelde. 
De kortsluitgeul ontstaat tussen deze twee scharen, omdat bijv. bij vloed het water in de vloedschaar eerder stijgt dan in de ebschaar. Hierdoor ontstaat er tussen de geulen een waterstandsverschil waardoor er een stroom gaat lopen. Deze stroom is in eerste instantie vrij zwak, omdat deze over een relatief hoge plaat heen gaat, maar door de stroming schuurt er een geultje uit wat dan wat meer stroom gaat trekken. De stroming in een kortsluitgeul is dus maximaal op die momenten dat het waterstandsverschil tussen de vloed- en de ebschaar maximaal is. Dat is meestal rond hoog water; de stroomsnelheden in de hoofdgeulen zijn rond die tijd juist aan de lage kant. Het tweede type kortsluitgeul ontstaat langs de koppen van eilanden als de waterstand aan de ene zijde van het eiland eerder een hoge waterstand bereikt dan aan de andere zijde van dat eiland.

## Voorbeelden

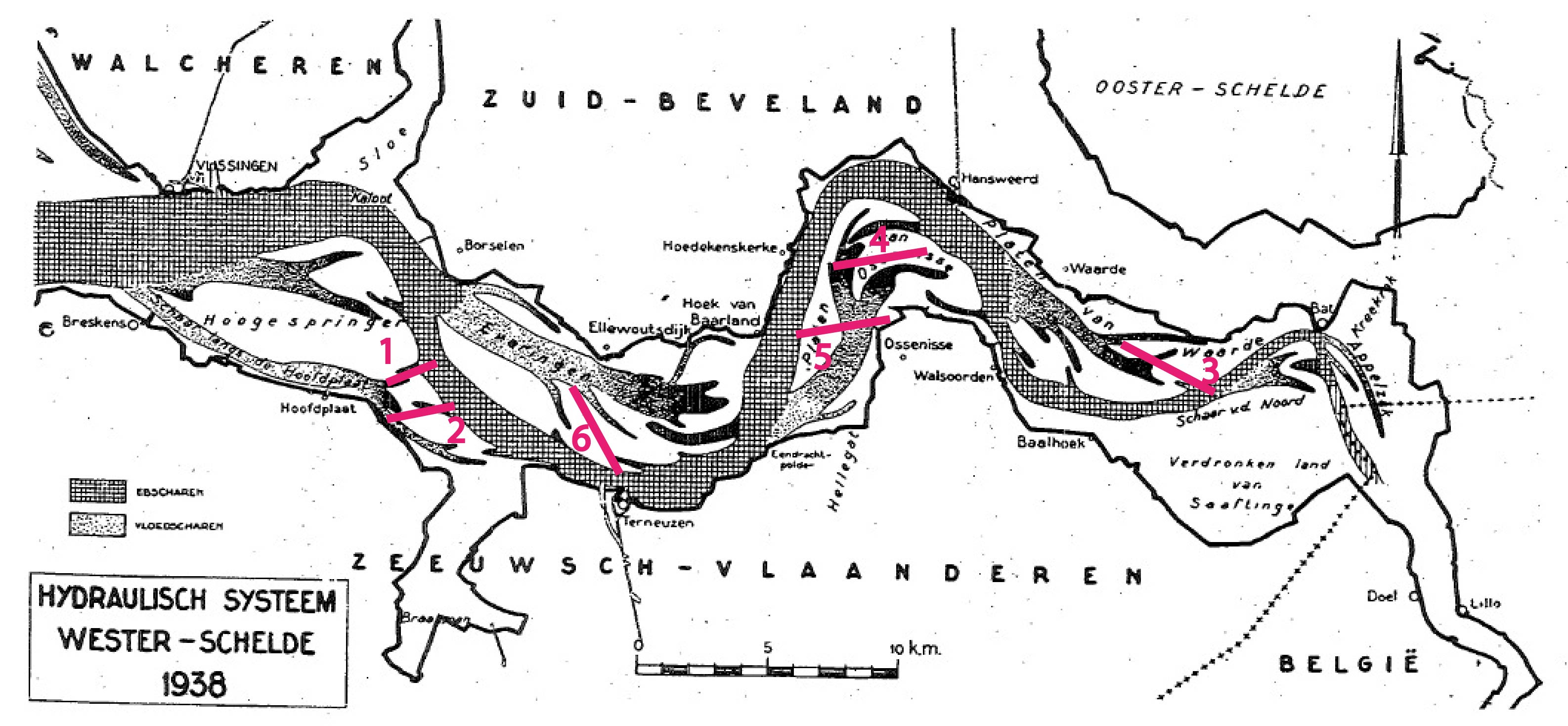
Ligging van sommige kortsluitgeulen in de Westerschelde, ondergrond is het patroon van eb- en vloedscharen volgens Van Veen (1938)

Voorbeelden van kortsluitgeulen van het eerste type in de Westerschelde zijn o.a. de Springergeul (1) en de Thomaesgeul (2) in de Hooge Plaaten, de Zimmermangeul (3) in de Platen van Valkenisse, de geul in de Brouwerplaat (4), de Pas van Baarland (5) in de Rug van Baarland en het Stoombotengat (6) tegenover de Dow-haven bij Terneuzen. 
Voorbeelden van geulen van het tweede type zijn het Krabbengat voor de kust van Schouwen, de geul voor de kust van Goeree bij de vuurtoren van Ouddorp, en het Hindergat en de “Naamloze Geul” net ten zuiden van de Tweede Maasvlakte. Ook bij de waddeneilanden komen dit soort kortsluitgeulen voor. Ze zijn daar met name te vinden aan de westkant van de eilanden op de plek waar de zandbank aanlandt. Maar in sommige gevallen komen ze ook voor aan de oostzijde, zoals bij Ameland.

## De kortsluitgeul bij Goeree

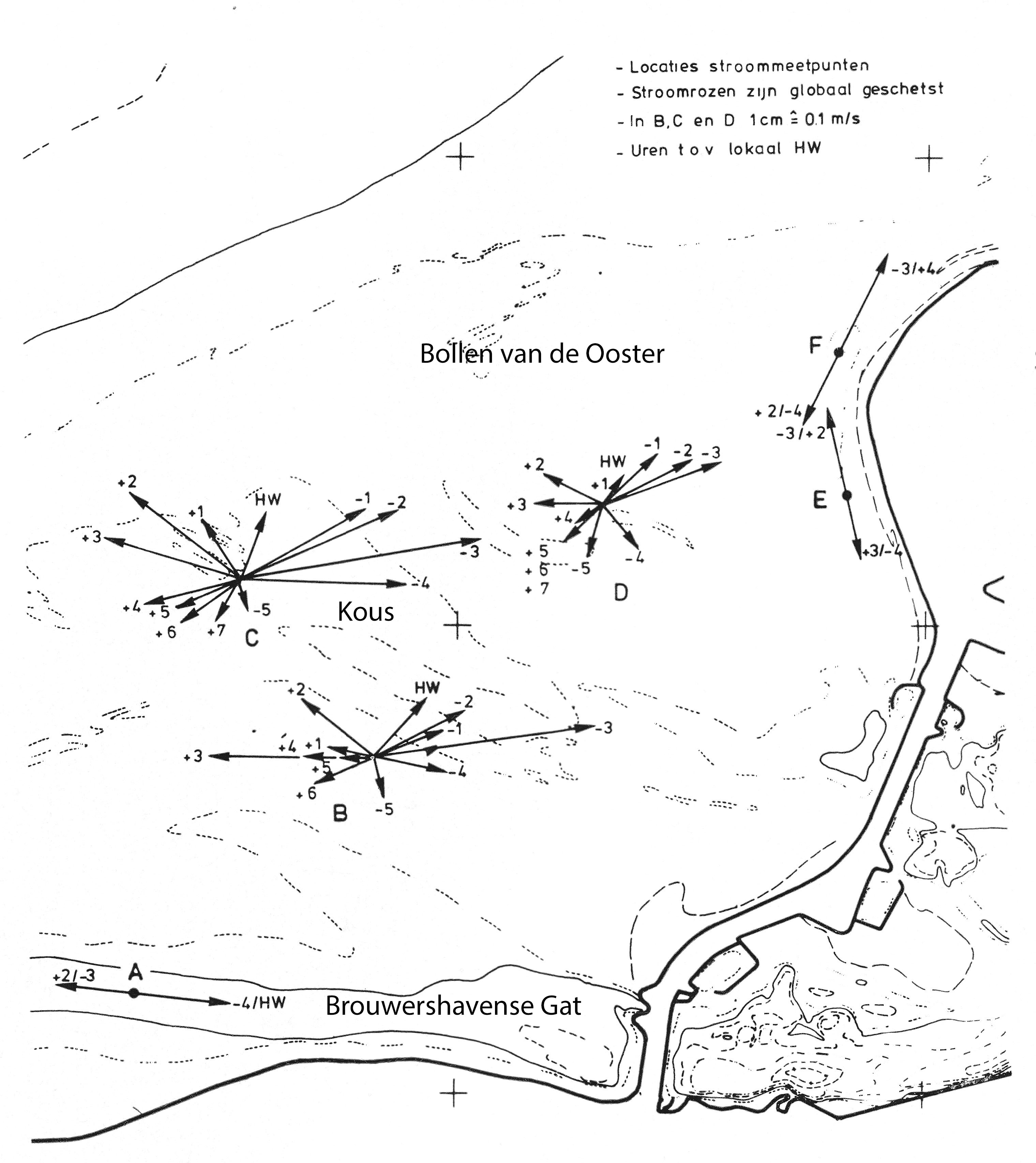
stroomrozen voor de Brouwersdam (in 1988)

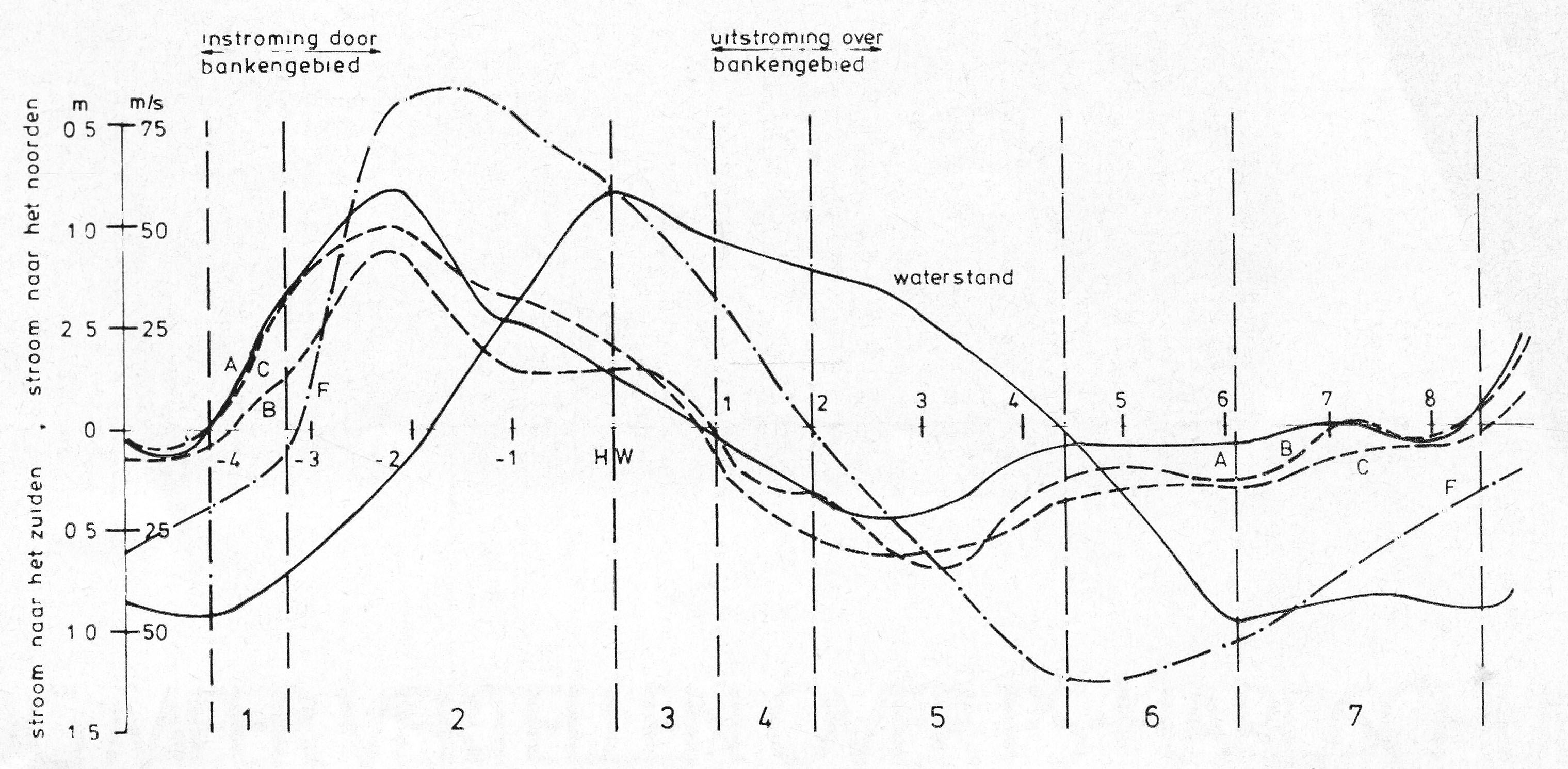
stroming Brouwershavense Gat als functie van de tijd

Het geultje voor de kust van Goeree tussen het (voormalige) mondingsgebied van het Brouwershavense Gat en de monding van het Haringvliet is een voorbeeld van een kortsluitgeul van het tweede type. In het bijgaand kaartje is de Brouwersdam te zien en de stroomrozen op een zestal punten. In de punten A, E en F is der richting van de stroom vrij constant, na de kentering verandert alleen het teken. In de punten B, C en D is de richting sterk variabel. In de figuur onder het kaartje is de stroomsnelheid van de punten A, B, C en F als functie van de tijd gegeven, evenals het verloop van de waterstand. Hieruit blijkt dat in het getij hier zeven fases te onderscheiden zijn: 
1. Aan het begin van deze fase (ongeveer vier uur voor hoogwater) is de waterstand laag en begint te stijgen. Het bekken wordt gevuld van alle kanten. Er stroomt water binnen vanuit noordwaartse richting door het Brouwershavense Gat (A) en via de Kous (B en C), in zuidwaartse richting door het kortsluitgeultje (F) en ook door kleine geultjes in het bankengebied.
2. Na ongeveer een uur stopt de toevoer van water door het bankengebied. De waterstand in het Brouwershavense Gat stijgt sneller dan in het Haringvliet. Door dit faseverschil keert de stroming in de kortsluitgeul om. De snelheid neemt snel toe, totdat ongeveer twee uur voor hoogwater de waterstand voor de Brouwersdam en Haringvliet minder uiteen gaan lopen. De vulsnelheid van het bekken via het Brouwershavense Gat en de Kous nemen af. Er blijft echter meel water langs de zuidkant binnenstromen dan dat er via de noordzijde uitstroomt.
3. Na hoogwater blijft het stroombeeld in principe gelijk, echter de toevoer van water door de zuidrand neemt sterk af, waardoor de waterstand gaat zakken.
4. Op een uur na hoogwater keert de stroomsnelheid in Kous en Brouwerhavense gat om, er gaat nu ook water over de banken stromen, de noordwaartse stroming door de kortsluitgeul blijkt nog in stand. Er is dus nu uitstroming naar alle kanten.
5. Twee uur na hoogwater is de waterstand in het Brouwersdamgebied zover gezakt dat deze gelijk geworden is aan die in de Haringvlietmond. De stroomsnelheid in de kortsluitgeul keert om. Er is dus nu instroming via de kortsluitgeul en uitstroming via het Brouwershavense Gat en de Kous. De uitstroming is veel groter dan de instroming; de waterstand blijft dan ook dalen.
6. Zo'n 4 1/2 uur na hoogwater heeft de waterstand de NAP-lijn bereikt. De uitstroming via Kous en Brouwershavense Gat zijn nu zeer klein geworden. De snelheid blijft laag, maar constant (ca 10 cm/s). De waterdiepte neemt af, dus zal ook het debiet afnemen. De stroomsnelheid in de kortsluitgeul is nog steeds groot, maar begint ook af te nemen.
7. Zo'n zes uur na hoogwater treedt er een merkwaardige toestand op. De waterstand blijft vrijwel gelijk. De uitstroming via Brouwershavense Gat nadert naar nul en ook door de Kous stroomt nog maar heel weinig water. Door de kortsluitgeul blijft echter wel water het gebied instromen. Dit gebeurt weliswaar met afnemende snelheid, maar er komt toch water naar binnen zonder dat dit een merkbare invloed heeft op de waterstand en uitstroming. Hieruit blijkt dat de invloed van de stroming van de kortsluitgeul van vrijwel geen betekenis is voor de hydraulica van het gebied.